# روكي ماونت
روكي ماونت (بالإنجليزية: Rocky Mount)‏ هي مدينة بين مقاطعتي إدجكوم وناش في السهل الساحلي لولاية كارولينا الشمالية. على الرغم من أنها لم تدرج رسميا حتى 28 فبراير 1867، فإن هذا التجمع السكاني يعود تاريخه إلى بداية القرن 19، وأول مكتب بريد في المنطقة افتتح في عام 1816. في عام 1996، تم دمج بلدة باتلبورو مع مدينة روكي ماونت. وحسب تعداد عام 2010، كان عدد سكان المدينة 57,477، الأمر الذي يجعل ترتيبها الخامس عشر بين أكبر مدن كارولينا الشمالية.
روكي ماونت هي المدينة الرئيسية في منطقة روكي ماونت العمرانية الإحصائية، التي بلغ عدد سكانها من 143,026، وذلك حسب تعداد عام 2000، والذي يشمل كلا من مقاطعتي إدجكوم وناش. روكي ماونت أيضا هي جزء من المنطقة الإحصائية الموحدة الذي تضم كلا من روكي ماونت وويلسون والمناطق الحضرية. ويبلغ عدد سكان المنطقتين حاليا أكثر من 200,000 نسمة. تبعد المدينة حوالي 45 دقيقة بالسيارة من عاصمة الولاية رالي.
روكي ماونت لديها مجتمع فنى نامي. بها مركز للفنون، ومتحف للأطفال ومركز للعلوم، ومسرح أهلي في المركز الإمبراطوري للفنون والعلوم.

## المناخ
يظهر الجدول التالي التغييرات المناخية على مدار السنة لروكي ماونت:
| البيانات المناخية لـروكي ماونت     | البيانات المناخية لـروكي ماونت | البيانات المناخية لـروكي ماونت | البيانات المناخية لـروكي ماونت | البيانات المناخية لـروكي ماونت | البيانات المناخية لـروكي ماونت | البيانات المناخية لـروكي ماونت | البيانات المناخية لـروكي ماونت | البيانات المناخية لـروكي ماونت | البيانات المناخية لـروكي ماونت | البيانات المناخية لـروكي ماونت | البيانات المناخية لـروكي ماونت | البيانات المناخية لـروكي ماونت | البيانات المناخية لـروكي ماونت |
| الشهر                              | يناير                          | فبراير                         | مارس                           | أبريل                          | مايو                           | يونيو                          | يوليو                          | أغسطس                          | سبتمبر                         | أكتوبر                         | نوفمبر                         | ديسمبر                         | المعدل السنوي                  |
| ---------------------------------- | ------------------------------ | ------------------------------ | ------------------------------ | ------------------------------ | ------------------------------ | ------------------------------ | ------------------------------ | ------------------------------ | ------------------------------ | ------------------------------ | ------------------------------ | ------------------------------ | ------------------------------ |
| الدرجة القصوى °ف (°م)              | 78 (26)                        | 82 (28)                        | 89 (32)                        | 96 (36)                        | 98 (37)                        | 106 (41)                       | 105 (41)                       | 103 (39)                       | 102 (39)                       | 101 (38)                       | 86 (30)                        | 80 (27)                        | 106 (41)                       |
| متوسط درجة الحرارة الكبرى °ف (°م)  | 48.9 (9.4)                     | 53.2 (11.8)                    | 61.2 (16.2)                    | 70.6 (21.4)                    | 78.4 (25.8)                    | 85.0 (29.4)                    | 88.6 (31.4)                    | 86.4 (30.2)                    | 79.9 (26.6)                    | 70.8 (21.6)                    | 61.7 (16.5)                    | 51.3 (10.7)                    | 69.6 (20.9)                    |
| متوسط درجة الحرارة الصغرى °ف (°م)  | 30.1 (−1.1)                    | 33.1 (0.6)                     | 39.6 (4.2)                     | 47.7 (8.7)                     | 56.1 (13.4)                    | 65.2 (18.4)                    | 68.9 (20.5)                    | 68.1 (20.1)                    | 60.7 (15.9)                    | 50.2 (10.1)                    | 40.4 (4.7)                     | 32.6 (0.3)                     | 49.4 (9.7)                     |
| أدنى درجة حرارة °ف (°م)            | −8 (−22)                       | 4 (−16)                        | 11 (−12)                       | 25 (−4)                        | 32 (0)                         | 43 (6)                         | 52 (11)                        | 45 (7)                         | 37 (3)                         | 19 (−7)                        | 16 (−9)                        | 0 (−18)                        | −8 (−22)                       |
| الهطول إنش (مم)                    | 4.13 (105)                     | 3.53 (90)                      | 4.35 (110)                     | 3.17 (81)                      | 3.82 (97)                      | 3.95 (100)                     | 4.88 (124)                     | 4.40 (112)                     | 5.32 (135)                     | 3.03 (77)                      | 2.83 (72)                      | 3.23 (82)                      | 46.64 (1٬185)                  |
| متوسط تساقط الثلوج إنش (سم)        | 1.2 (3.0)                      | 0.5 (1.3)                      | 0.3 (0.76)                     | 0 (0)                          | 0 (0)                          | 0 (0)                          | 0 (0)                          | 0 (0)                          | 0 (0)                          | 0 (0)                          | 0 (0)                          | 0.3 (0.76)                     | 2.3 (5.8)                      |
| متوسط أيام هطول الأمطار (≥ 0.0 in) | 9.8                            | 8.6                            | 9.6                            | 8.2                            | 9.3                            | 8.9                            | 10.4                           | 9.5                            | 7.6                            | 6.9                            | 7.3                            | 9                              | 105                            |
| المصدر #1: NOAA                    |                                |                                |                                |                                |                                |                                |                                |                                |                                |                                |                                |                                |                                |
| المصدر #2: Weather.com             |                                |                                |                                |                                |                                |                                |                                |                                |                                |                                |                                |                                |                                |

## أعلام
- باك ليونارد
- جون مارشال باتلر
- سكوت دبليو. لوكاس
- إيرل هيمان
- آنا إيستر براون
- كايت توماس
- باك ويليامز
- ثالونيوس منك
- ماري إليزابيث وينستد
- فيل فورد